# Tadej Horvat
Tadej Horvat, slovenski pianist, * 24. maj 1982, Ljubljana.

## Življenjepis
Svojo glasbeno pot je začel na glasbeni šoli Franc Šturm, kjer se je pri prof. Milici Rener Poljanec učil klavir, pri prof. Nevi Štamcar harmoniko in dodal še orgle pri prof. Francu Banu. Študij klavirja je nadaljeval pri prof. Majdi Martinc na SGBŠ v Ljubljani. Po opravljeni maturi pa se je vpisal na Akademijo za glasbo, kjer je študiral pri prof. Dubravki Tomšič Srebotnjak in leta 2005 tudi diplomiral. Leta 2007 je Tadej z odliko končal magistrski študij koncertne diplome v Švici v razredu prof. Aleksandra Madžarja.

## Dosežki
Prejel je več prvih nagrad in zlatih plaket na regijskih in državnih tekmovanjih mladih glasbenikov, na mednarodnem tekmovanju Etude in Skale v Zagrebu leta 2000 pa je prejel nagrado za najboljšo izvedbo etude in posebno nagrado za najboljšo izvedbo skladbe Johanna Sebastiana Bacha.
Igra tudi v komornih zasedbah, in sicer v triu Ataka (klavir, klarinet in violončelo) in v klavirskem duu z Miho Haasom. Horvat in Haas sta nastopila že v številnih krajih po Evropi, med najbolj znanimi so Dunaj, Zagreb, Ljubljana in Salzburg. V Ljubljani sta igrala na festivalu Allegretto in v ciklusu Študent-Profesor. Poleg dua Dekleva sta edini stalni slovenski duo. Leta 2005 sta na Državnem tekmovanju mladih glasbenikov Slovenije dobila 1. mesto ter 1. nagrado, njun nastop pa je bil ocenjen z maksimalnim številom točk (100/100). Prejela sta tudi Prešernovo nagrado Akademije za glasbo v Ljubljani ter Presernovo nagrado Univerze v Ljubljani.
Horvat je imel tudi več recitalov, kot solist je nastopil s simfoničnim orkestrom SGBŠ Ljubljana, z Orkestrom RTV Slovenija in z Orkestrom Slovenske filharmonije. Posebej velja omeniti enkratno izvedbo Mendelssohnovega klavirskega koncerta st.1 v d -molu. 
Snemal je tudi za arhiv Radia Slovenija. Pet let je bil zborovodja Študentskega mladinskega pevskega zbora.
Na srednji šoli se je udeleževal poletnih tečajev pri prof. Igorju Lazku v Ajdovščini ter tečaju komorne igre Glasbeni julij na obali pri prof. Tomažu Lorenzu.
Leta 2008 je prevzel vodstvo revijskega orkestra Divertimento.

## Priznanja in nagrade
- 1998 tekmovanje mladih glasbenikov republike Slovenije, kategorija II.a, osvojena zlata plaketa in I. nagrada
- 2000 na mednarodnem tekmovanju »Etude in skale« v Zagrebu v IV. kategoriji nagrada za najboljšo izvedbo obvezne skladbe in nagrada za najboljšo izvedbo skladbe J. S. Bacha v vseh kategorijah
- 2001 na 30. tekmovanju mladih glasbenikov Republike Slovenije v kategoriji II. b, zlata plaketa in I. nagrada
- 2002 Škerjančeva nagrada za izjemne dosežke pri uveljavljanju Srednje glasbene in baletne šole Ljubljana
- 2004 na tekmovanju mladih glasbenikov Republike Slovenije v kategoriji III. b, zlata plaketa in II. nagrada
- 2004 Prešernova nagrada AG za glasbo za izvedbo koncerta za klavir in orkester v Es- duru Franza Liszta s simfoničnim orkestrom RTV Slovenija in za koncertno dejavnost v klavirskem duu z Miho Haasom v letih 2003 in 2004
- 2005 na tekmovanju mladih glasbenikov Republike Slovenije v kategoriji III. a  zlata plaketa in I. nagrada v disciplini klavirski duo ter posebna nagrada za osvojenih 100 točk na tekmovanju
- 2007 na tekmovanju za komorne skupine »Primož Ramovš« osvojena I. nagrada, ter posebni nagradi Društva slovenskih skladateljev ter Glasbene matice Ljubljana
- 2008 na tekmovanju mladih glasbenikov Republike Slovenije prejel posebno priznanje žirije in organizacijskega odbora za korepetitorstvo v disciplini - petje